# Teratodinae
Teratodinae es una subfamilia de insectos ortópteros caelíferos perteneciente a la familia Acrididae. Se encuentran en África y Asia.

## Géneros
Según Orthoptera Species File (2 de abril de 2010):
- Acrostegastes Karsch, 1896
- Esfandiaria Popov, 1951
- Eurynotacris Ramme, 1931
- Kabulia Ramme, 1928
- Lyrotyloides Bei-Bienko, 1956
- Lyrotylus Uvarov, 1923
- Robecchia Schulthess Schindler, 1898
- Teratodes Brullé, 1835